# Pixlet
픽슬렛(Pixlet)은 전해상도 감상 및 실시간 HD를 위해 애플이 웨이블릿에 기반하여 만든 영상 코덱이며, 낮은 DV 데이터 속도로 실시간 고화질 HD 영화를 감상하는 것을 가능하게 해준다. 애플의 주장에 따르면, 20-25:1의 압축 비율이 가능하다. DV와 비슷하게, 프레임 간 압축을 사용하지 않으며, 이는 영화 제작사나 특수 효과 스투디오의 미리보기에 적합하다. 편집용 코덱으로 개발되었으며, 이에 따라 낮은 비트레이트로 인해 방송용으로 부적합하였다. 스티브 잡스가 애플 세계 개발자 회의에서 소개된 바에 따르면, 애니메이션 기업 픽사의 요청으로 만들어졌다고 한다.
최소 1 GHz 파워피씨 G4( PowerPC G4) 프로세서가 탑재된 파워 맥은 HD 영상(960x540)의 절반의 해상도의 영상의 실시간 재생이 필요했다.
픽슬렛은 교차 플랫폼 퀵타임의 일부분이지만 Mac OS X v10.3 이후 버전 매킨토시에서만 작동했다. 퀵타임 X는 픽슬렛 파일로 복호화가 불가능하다. FFmpeg는 픽슬렛 파일로 복호화가 가능하다. 3.3. 버전에서 지원이 가능해졌다.